# Дама из Осера
Дама из Осера (фр. La Dame d’Auxerre) — луврская ко́ра высотой 75 см, датируется серединой VII века до н. э., когда Греция вышла из «Тёмных веков».

## Описание
Статуя представляет собой один из самых известных примеров дедалического стиля — первых греческих круглых скульптур, названных по имени Дедала, легендарного первого скульптора Древней Греции. Скульптура выполнена в виде фронтального изображения женщины, голова расположена прямо, строго по оси тела, левая рука спускается вдоль тела, правая — прижата к груди. Женщина одета в платье с узкой — как у минойских богинь — талией, прижатой к телу широким поясом, на плечах у неё пелерина.
На лице фигуры играет архаическая улыбка, её волосы убраны на манер египетских париков.

## История
Происхождение статуэтки вызывает споры. Вероятно, она была найдена на Крите, возможно, в Элефтерне. Обстоятельства, при которых она попала в провинциальный Осер, неизвестны.
После смерти её владельца (фр. Édouard Bourgoin), наследники продали в 1895 году статую за 1 франк консьержу городского театра Осера (фр. Louis David). Консьерж купил статую для использования в качестве декорации при постановке оперетты Виктора Массе «Галатея». За время постановки у статуи была сломана рука.
После постановки консьерж спрятал статую в старый чемодан и отнёс её в местный музей, оставив чемодан на входе. Куратор музея нашёл статую достаточно интересной, чтобы включить её в коллекцию, назвав её фр. caillou cassé («обломком камня»), и поместил статую в вестибюле музея, где она выступала в качестве вешалки. Затем статую убрали в запасники.
В 1907 году статую обнаружил профессор Сорбонны Максим Колиньон. Распознав в ней статую древнего Крита, он способствовал перевозке скульптуры в Лувр — в обмен Лувр передал музею картину «Torrent dans Var» Арпиньи, популярного в тот момент художника, чья картина оценивалась вшестеро больше чем статуя.
С 1909 года статуя находится в коллекции Департамента искусства Древней Греции, Этрурии и Рима парижского музея.

## Исследования
Кембриджский университет сделал со статуи гипсовый слепок, раскрасив его так, как, по мнению историков, статуя могла выглядеть во время её создания.

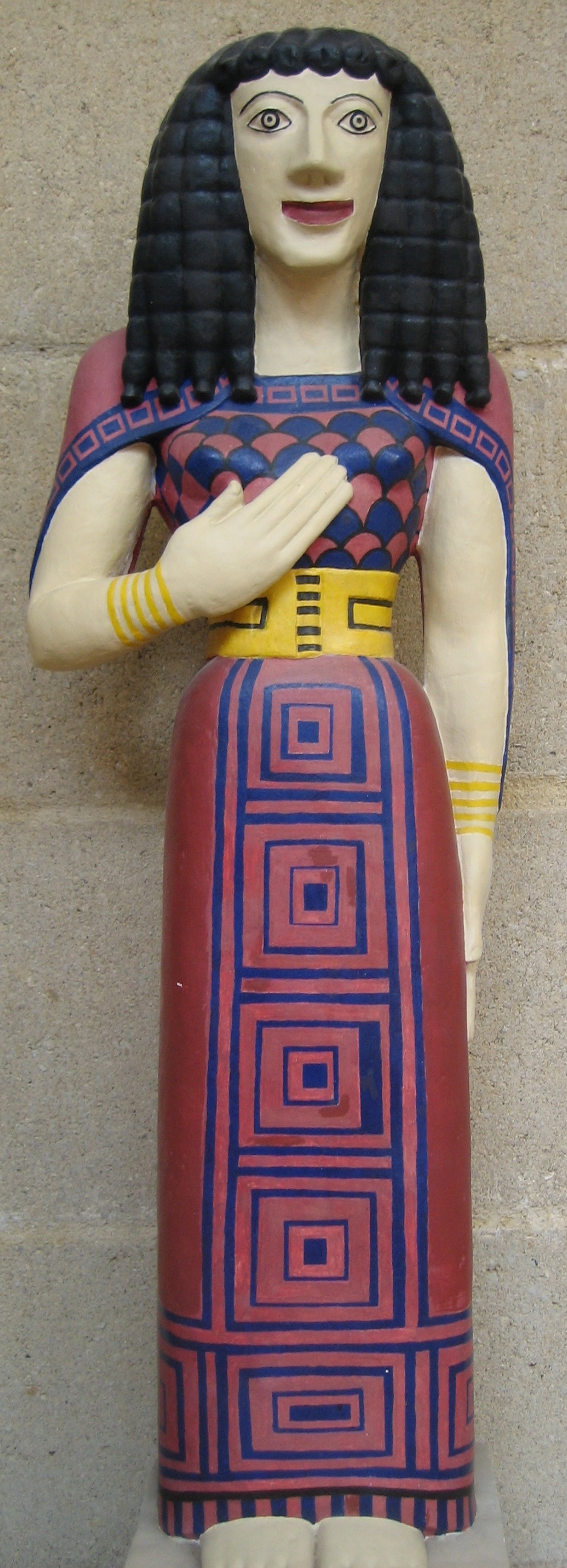
Слепок Кембриджского университета